# FIFA 22
FIFA 22 е видео игра за футболна симулация, публикувана от Electronic Arts като част от поредицата FIFA. Това е 29-ата част от поредицата FIFA и е международно пусната на 1 октомври 2021 г. за Microsoft Windows, Nintendo Switch, PlayStation 4, PlayStation 5, Xbox One и Xbox Series X/S.
Килиан Мбапе е спортистът на корицата за втора поредна година.

## Издания
FIFA 22 се предлага като две издания – Standard Edition и Ultimate Edition. Докато предишните игри от серията са включвали Champions Edition, FIFA 22 няма такова. На играчите, които предварително поръчват Ultimate Edition, са предоставени различни бонуси плюс четири дни ранен достъп.

### Технология Hypermotion
FIFA 22 въвежда технологията Hypermotion, която използва данни за улавяне на движение, събрани от 22 играчи от реалния живот, които играли цял футболен мач с висок интензитет в костюми за улавяне на движение. Данните, събрани от движенията на играчите, борфите, въздушните дуели и действията с топка, по-късно се използват за определяне на начина, по който както персонажите, така и целите отборите се разполагат по терена във FIFA 22. Тази функция е налична само във версиите на играта за PlayStation 5, Xbox Series X/S и Stadia.

### Режим на кариера
Както и при предишни записи на FIFA, във FIFA 22 е включен режим на кариера за един играч, където играчът може да контролира цял отбор или един играч през 25-годишната си кариера като мениджър. FIFA 22 въвежда опция за създаване на клуб в кариерата на мениджър, което позволява на играчите да проектират нов клуб с персонализирани комплекти, герб и домашен стадион. Режимът на кариерата на играча също така въвежда точки опит и „привилегии“, които могат да се използват за подобряване на статистиката на играча.

### Ultimate Team
FIFA 22 Ultimate Team въвежда карти FUT Heroes, които имат уникална специфична за лигата химия, която е обвързана с техния конкретен герой момент, осигурявайки зелена клубна връзка към всеки играч в същата лига, както и обичайната връзка към нацията. Пълният списък на героите в картите включва: Марио Гомес, Тим Кейхил, Оле Гунар Солскяер, Йежи Дудек, Джо Коул, Александър Мостовой, Давид Жинола, Иван Кордоба, Фреди Люнгберг, Юрген Колер, Ларс Рикен, Антонио ди Натале, Клинт Демпси, Роби Кийн, Абеди Пеле, Хорхе Кампос, Фернандо Мориентес, Сами Ал-Джабер и Диего Милито.
Както и във FIFA 21, на няколко забележителни бивши играчи се дават карти с „икона“. Новите играчи, добавени за тази публикация, включват: Икер Касияс, Робин ван Перси, Уейн Рууни и Кафу. Играчите също така имат възможност да преглеждат сребърните и златните пакети, като преглеждат какво биха получили, преди да решат дали да го закупят.

### VOLTA футбол
Новата механика VOLTA във FIFA 22 позволява на играчите да задействат специални способности по време на мач, които ще повишат аватара на играча в определен атрибут. Има три характерни способности: Power Strike, Pure Pace и Aggressive Tackle. Играчите имат и възможността да играят с до трима играчи в различни онлайн режими на миниигра, които ще бъдат част от новата VOLTA Arcade.